# Cricotopus pedatus
Cricotopus pedatus är en tvåvingeart som beskrevs av James E. Sublette 1967. Cricotopus pedatus ingår i släktet Cricotopus och familjen fjädermyggor. Inga underarter finns listade i Catalogue of Life.